# Catherine Samie
Catherine Samie (París, 3 de febrero de 1933) es una  actriz francesa.
Conocida por sus papeles en cine y teatro, es miembro de la Comédie-Française desde 1962, de la que fue secretaria interina tras fallecer Antoine Vitez.
Es católica, su hija Céline Samie también es actriz  y el 14 de julio de 2011 la nombraron Gran Oficial de la Legión de Honor.